# Borghetto d'Arroscia
Borghetto d'Arroscia là một đô thị ở tỉnh Imperia trong vùng Liguria, tọa lạc khoảng 90 km về phía tây nam của Genoa và khoảng 20 km về phía bắc của Imperia. Tại thời điểm ngày 31 tháng 12 năm 2004, đô thị này có dân số 471 người và diện tích là 25,6 km².
Đô thị Borghetto d'Arroscia có các frazioni (các đơn vị cấp dưới, chủ yếu là các làng) Gavenola, Gazzo, Leverone, Montecalvo, Ubaga, và Ubaghetta.
Borghetto d'Arroscia giáp các đô thị sau: Aquila di Arroscia, Caprauna, Casanova Lerrone, Pieve di Teco, Ranzo, và Vessalico.